# Chidi Omeje
Chidi Dauda Omeje (sinh ngày 5 tháng 5 năm 1990 ở Lagos) là một cầu thủ bóng đá người Nigeria thi đấu cho GIF Sundsvall tại Allsvenskan.